# جولیان اشنابل
جولیان اشنابل (انگلیسی: Julian Schnabel؛ زادهٔ ۲۶ اکتبر ۱۹۵۱) کارگردان، فیلم‌نامه‌نویس، و نقاش اهل ایالات متحده آمریکا است.

## فیلم‌شناسی
- باسکیت (۱۹۹۶)
- پیش از آغاز شب (۲۰۰۰)
- لباس غواصی و پروانه (۲۰۰۷)
- برلین لو رید (۲۰۰۷)
- میرال (۲۰۱۰)
- بر دروازه ابدیت (۲۰۱۸)
- در دست دانته (TBA)